# Alessia Fabiani
Alessia Fabiani (L'Aquila, 10 dicembre 1976) è un'attrice, showgirl ed ex modella italiana.

## Biografia

### Carriera
Nasce all'Aquila nel 1976. Da bambina partecipa alla sit-com Orazio, nella quale interpreta la figlia dei protagonisti Maurizio Costanzo e Simona Izzo. Nel 1994 inizia a lavorare nel mondo della moda e della televisione dopo aver vinto l'edizione di quell'anno di Bellissima (concorso di bellezza prodotto da Mediaset in contrapposizione a Miss Italia, allora trasmesso dalla Rai). La vittoria al concorso le porta un contratto con l'agenzia di moda di Riccardo Gay e le permette di condurre l'edizione 1995 in coppia con Alberto Castagna, e di partecipare a diverse trasmissioni sulla moda sempre per le reti Mediaset. Nel 1997 è stata una delle letterate del programma Il gatto e la volpe, condotto da Paolo Bonolis. Nel 1999 canta con i Velvet 99 una cover del brano These Boots Are Made for Walkin'. La grande notorietà tra il pubblico televisivo giunge nel 1999, quando entra a far parte come "Letterina" nel cast di Passaparola con Gerry Scotti, dove rimane fino al 2002.
Nel giugno 2000, insieme ad altre ex vincitrici del concorso di bellezza Bellissima, affianca Gerry Scotti su Canale 5 nella conduzione di Bellissima d'Italia. Nello stesso anno ha una piccola parte nel film Giorni dispari, di Dominick Tambasco. Nel 2003 è la nuova tronista di Uomini e Donne e in seguito debutta come attrice a teatro, come protagonista insieme a Nadia Rinaldi del musical Finalmente mi sposo, per la regia di Marco Lapi. Nello stesso anno è protagonista del calendario sexy del mensile Maxim, realizzato dal fotografo Roberto Rocco e nell'anno seguente è nuovamente la protagonista senza veli del calendario di Controcampo insieme a Mascia Ferri. Partecipa come concorrente insieme alla collega ed ex-Letterina Alessia Mancini al varietà La sai l'ultima? VIP. Nel 2005 è inviata per la trasmissione Lucignolo e, con Alessia Ventura, Mascia Ferri e Giada De Blanck, è inviata in Spagna per il docu-reality di Italia 1 On the Road.
Nello stesso anno affianca alla conduzione Massimo De Luca in Pressing Champions League e posa per il calendario Fapim 2006 realizzato dal fotografo Gaetano Mansi, anno in cui partecipa al reality show La fattoria, venendo eliminata nel corso della nona puntata con il 65% dei voti. Nella stagione televisiva 2006/2007 lavora come showgirl nella trasmissione Guida al campionato in onda su Italia 1 ed effettua una breve apparizione nel film TV Piper di Carlo Vanzina. Ha anche condotto su Italia 1 il quiz-game Camerino virtuale - The Box Game. Nel 2008 si laurea in Scienze dei beni culturali all'Università degli Studi di Milano, con una tesi intitolata Sergiei Diaghilev e la nascita dei Ballets Russes.
Dal 2013 si dedica prevalentemente al teatro, prendendo parte come attrice a diversi spettacoli.
Ha gestito inoltre un proprio blog di moda su Internet. Il 9 aprile 2016 viene premiata al Festival di Avezzano col "Premio Civiltà dei Marsi" per l'attività di attrice teatrale. Nel 2018 è nel cast del film Loro, di Paolo Sorrentino.

## Vita privata
Nei primi anni 2000 ha avuto una relazione con Francesco Maria Oppini, figlio dell'attore Franco Oppini e Alba Parietti.
Dall'unione senza matrimonio con Fabrizio Cherubini il 3 novembre 2012 sono nati due gemelli, un maschio e una femmina, Kim e Keira.
E' appassionata di calcio, ed è una grande tifosa dell'Inter. Negli ultimi anni ha iniziato a simpatizzare anche per la  Roma, e prova una grande ammirazione per Francesco Totti.

## Controversie
Il 25 giugno 2007 è stata iscritta, con Aída Yéspica e Ana Laura Ribas, dal PM Frank Di Maio nel registro delle notizie di reato per favoreggiamento e false dichiarazioni al pubblico ministero nell'inchiesta di Vallettopoli; la vicenda si è conclusa definitivamente con lo stralcio e con l'archiviazione delle posizioni di Yéspica, Fabiani e Ribas.
Nel 2012 è stata coinvolta inconsapevolmente in una rissa in provincia di Verona durante l'inaugurazione di un locale, secondo il titolare del locale stesso, per questioni legate alla cessione di cocaina.
Nel 2019 è nuovamente rimasta coinvolta, senza la contestazione a suo carico di alcun reato ma esclusivamente come informata, nell'ambito dell'inchiesta sul traffico di droga da parte del noto clan romano dei Casamonica.

## Programmi televisivi
- Bellissima (Canale 5, 1994) Concorrente, vincitrice
- Il gatto e la volpe (Canale 5, 1997) Letterata
- Paperissima (Canale 5, 1998-1999) Paperetta
- Passaparola (Canale 5, 1999-2003) Letterina
- Bellissima d'Italia (Canale 5, 2000) Valletta
- Pressing Champions League (Rete 4, 2002-2005) Valletta
- Uomini e Donne (Canale 5, 2003) Tronista
- Lucignolo (Italia 1, 2005) Inviata
- On the Road (Italia 1, 2005)
- La fattoria 3 (Canale 5, 2006) Concorrente
- Guida al campionato (Italia 1, 2006-2007) Valletta
- Camerino virtuale - The Box Game (Italia 1, 2007)
- All Together Now (Canale 5, 2019-2021) Giurata del muro
- All Together Now Kids (Canale 5, 2021) Giurata del muro
- Felicità - La stagione della famiglia (Rai 2, 2024) Co-conduttrice
- Imprese possibili (Business24, dal 2024)
- L'isola dei famosi (Canale 5, 2025) Concorrente

## Filmografia

### Cinema
- Giorni dispari, regia di Dominik Tambasco (2000)
- 25/12 - Natale in disco, regia di Alfonso Bergamo (2007)
- Zairo - Il primo giorno, regia di Antonio Centomani (2009)
- La vita dispari, regia di Luca Fantasia (2009)
- Border Line, regia di Roberto Lippolis (2010)
- Piove sul bagnato, regia di Andrea Muzzi e Andrea Bruno Savelli (2012)
- Un ragazzo d'oro, regia di Pupi Avati (2014) - Cameo
- Loro, regia di Paolo Sorrentino (2018)

### Cortometraggi
- Già fatto!, regia di Pierluigi Di Lallo (2016)

### Televisione
- Orazio – sitcom (1985)
- Le avventure di Diabetik – sitcom (2007)
- Piper, regia di Carlo Vanzina – film TV (2007)
- Distretto di Polizia – serie TV, episodio 10x21 (2010)
- Un matrimonio, regia di Pupi Avati – miniserie TV, episodio 1x06 (2014) - Cameo

### Videoclip
- These Boots Are Made for Walkin' dei Velvet 99 (1999)

## Teatro
- Finalmente mi sposo, regia di Marco Lapi (2003)
- Fuori sede, regia di Luca Pizzurro (2012-2013)
- La bella e la bestia, regia di Luca Pizzurro (2013-2014)
- Supercalifragilistichespiralidoso, regia di Luca Pizzurro (2013)
- La mia futura ex, regia di Luca Pizzurro (2014)
- Pinocchio, regia di Luca Pizzurro (2015)
- Un coperto in più, di Maurizio Costanzo, regia di Gianfelice Imparato (2015)
- 3 papà per un bebè, regia di Roberto D'Alessandro (2016-2017)
- Ti presento mio fratello, di Peppe Quintale e Stefano Sarcinelli, regia di Peppe Miale (2017)
- Le dissolute assolte, testo e regia di Luca Gaeta (2018)
- 3 uomini e una cuccia, di Michele Di Vito, regia di Fabrizio Nardi (2019)
- Sole donne, regia Fabrizio Ansaldo (2019-2020)
- Una stanza al buio di Giuseppe Manfridi, regia di Francesco Branchetti (2020-2022)

## Riconoscimenti
- Festival di Avezzano, teatro dei Marsi di Avezzano
  - 2016 – Premio Civiltà dei Marsi - sezione Teatro

- Premio Anita Ekberg
  - 2019 – Miglior attrice teatrale

- Premio Sette Colli
  - 2020 – Riconoscimento "Speciale
  - Premio Antenna d’Oro per la Tivvù in Campidoglio a Roma